# 平塚球場
平塚球場（ひらつかきゅうじょう）は、神奈川県平塚市の平塚市総合公園内にある野球場。平塚市が運営管理している。

## 歴史
1985年3月20日完成。同年以降、高校野球などアマチュア野球の試合会場として利用されている他、プロ野球では翌1986年から横浜大洋ホエールズ（現横浜DeNAベイスターズ）の二軍が本拠地としてイースタン・リーグ公式戦を開催するようになった。また一軍公式戦も年1 - 2回開催されている。1987年にはジュニア日本選手権（現：ファーム日本選手権）の第1回大会が行われている。
1997年に横須賀市にある追浜球場の改築工事が完了し、横須賀スタジアムとなってからは公式戦の開催回数は減ったものの、ベイスターズ二軍は現在も平塚を準本拠地と位置づけ、公式戦をおおむね月1試合開催（年間5 - 10試合）している。なお、平塚でのベイスターズ二軍戦は平日のナイター開催が基本となっている。また川崎球場のスタンドが取り壊されてからは首都大学野球連盟も公式戦を多く開催するようになった。
日米大学野球のセレクション、合同練習会場に使用されている。
2009年から2010年にスコアボードの改修が実施された（詳細後述）。
2010年5月24日、プロ野球セ・パ交流戦で横浜対ソフトバンクの対戦カードが予定されていたが、雨天中止（くしくも、1年でオープン戦と交流戦で組まれた同じカードが連続中止となった。5月25日・6月15日の予備日も横浜で開催され、平塚では1軍の試合が1試合も行われない結果となった）となった。結果的に新スコアボードがプロ野球1軍の試合でお披露目されたのは2011年3月3日に行われた横浜対ロッテと完成から約1年経過してからであった。
2010年12月12日には、タレントの萩本欽一率いる社会人チームの茨城ゴールデンゴールズと、松坂大輔（当時ボストン・レッドソックス）率いるチーム「サムライ」によるチャリティーマッチ「欽ちゃん・松坂大輔のドンとやるの!」が開催され、試合は15-12で茨城GGが勝利した。なお萩本は2010年限りで勇退、監督としての最終戦となった試合を勝利で締め括った。
2020年よりベースボール・チャレンジ・リーグ（ルートインBCリーグ）に加入した神奈川フューチャードリームスが公式戦を開催しており、初年度はチーム主催試合で最多となる7試合（相模原市立相模原球場と同数）を開催した。神奈川が出場したリーグチャンピオンシップ決勝も開催され、神奈川は史上初の「新規参入球団の初年度リーグ優勝」をこの球場で達成している。

## 命名権
球場管理者の平塚市が本球場に命名権を導入することとなり、2013年11月にエネルギー・駐車場運営などを手がける相模石油と契約を締結。2014年4月1日より2017年3月31日までの3年間、同社の運営するバッティングセンターのブランド名を冠し『バッティングパレス相石スタジアムひらつか』（バッティングパレスそうせきスタジアムひらつか）と呼称されている。その後契約が更新され、2025年3月までこの名称が継続される。

## 施設概要
- 両翼：91m、中堅：120m
- 内野：クレー、外野：天然芝
- 収容人員：16,000人
  - 内野：8,000人（ネット裏＝セパレート席、一・三塁側＝ベンチ席）、外野：8,000人（芝生）
- 照明設備：照明塔6基
- スコアボード：全面LED方式
  - 選手名表示部と審判員表示部を使用した多目的表示に対応（文字のみ）
  - ※2009年シーズンまで：得点部＝電光式（白色電球式）、その他＝パネル式

スコアボードは横浜スタジアムの初代スコアボードを模して「HIRATSUKA KYUJO」（開場当初は「HIRATSUKA STADIUM」と標記されていたが、ほどなく変わった）のロゴが配されている他、逆三角形状に組んだサーチライトを支える「H」（Hiratsukaを表している）の字を模した6基の照明塔など、横浜スタジアムを意識して設計されている箇所が随所に見られる。ただ両翼が91mと狭隘な上、スコアボードも旧来の電球式で視認性があまりよくないなど、2000年代には施設の陳腐化が見られつつあった。

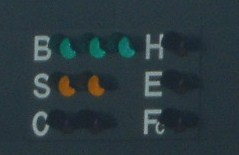
平塚球場カウント表示

平塚市は2009年度9月補正予算に「総合公園管理運営事業」に関し約1億5800万円を計上、このうち約1億3400万円が当球場のスコアボード改修に充てられることとなり、12月に着工された。折しも2010年1月25日、プロ野球におけるカウントコールが従来の「SBO」順から「BSO」順に変更されることになったことから、市は急遽カウント表示の設計を変更、ランプは上から「BSO」の順に配置された。改修は3月初めに完工し、3月9日のオープン戦・横浜ベイスターズ対福岡ソフトバンクホークス戦で初稼働となる予定だったが、当日は雨天中止となり、報道陣への公開のみが行われた。
フェンスの低さから観客が試合終了後乱入しベンチに雪崩れ込む様子が風物詩のように、プロ野球珍プレー・好プレー大賞などで放映されていた時代があった。2002年5月14日に行われた横浜ベイスターズ対阪神タイガース戦では、試合終了後に観客が乱入した。当日は阪神が勝利し、同率首位になった日でもある。

## 野球試合以外での使用
1995年にTBS系列で放送されたドラマ『未成年』において本球場が撮影に使用され、北原雅樹の落球シーンの撮影が観客役のエキストラを集めて行われた。
イチロー（現：シアトル・マリナーズ会長付特別補佐）がメインキャラクターで出演している佐藤製薬の栄養ドリンク「ユンケル」のCMで、イチローが遠投を披露したシーンは、この球場で撮影された（収録は、1発OKだった）。
2020年6月6日、TBS系列のスポーツバラエティ番組『炎の体育会TV』の生放送（当該回が番組史上初の生放送だった）が本球場にて行われ、野球関連企画「マスク・ド・ピッチャー」「マスク・ド・スラッガー」が行われた。

## 交通
- JR平塚駅北口下車後徒歩約20分
- JR平塚駅北口4番のりばより神奈中バス各方面行きで「平塚球場」下車後徒歩約3分(注：平67を除く）
  - プロ野球一軍公式戦、夏の高校野球、平塚競技場で湘南ベルマーレ戦開催時は、平塚駅北口より臨時直行バス運行あり

## 脚註
1. ↑  “萩本欽一：松坂投手率いるチームと監督勇退試合「本当に幸せでした！」と涙”. まんたんウェブ (毎日新聞デジタル). (2010年12月12日)
2. ↑  日程&結果 - ベースボール・チャレンジ・リーグ（2020年10月17日閲覧）
3. ↑  “ＢＣ神奈川がリーグ初の参入初年度優勝…元巨人の乾真大が完封勝利で決めた”. スポーツ報知. (2020年10月28日) 2020年10月28日閲覧。
4. ↑  平塚球場の愛称を「バッティングパレス相石スタジアムひらつか」に変更しました 神奈川県平塚市オフィシャルサイト 2013年12月20日
5. ↑  命名権の愛称を変更、平塚球場／神奈川 神奈川新聞 2013年12月21日閲覧[リンク切れ]
6. ↑  契約の命名権が更新　一部契約金を変更　／神奈川 - 毎日新聞、2016年8月25日
7. ↑  ネーミングライツ導入推進事業 - 平塚市（2021年3月20日閲覧）